# (God Must Have Spent) A Little More Time on You
(God Must Have Spent) A Little More Time on You är en låt med pojkbandet 'NSYNC från albumet *NSYNC som släpptes den 9 februari 1999. Låten är skriven av Carl Sturken och Evan Rogers och innehåller pop.